# Luigi Baino
Luigi Baino (Asti, 1810 – 15 settembre 1873) è stato un politico italiano.

## Biografia
Fu Deputato del Regno di Sardegna per sei legislature, e successivamente ricoprì la carica di Deputato del Regno d'Italia per tre legislature.